# Cyanotis lapidosa
Cyanotis lapidosa är en himmelsblomsväxtart som beskrevs av Edwin Percy Phillips. Cyanotis lapidosa ingår i släktet Cyanotis och familjen himmelsblomsväxter. Inga underarter finns listade.